# 聊城广播电视总台
聊城广播电视台是中华人民共和国山东省聊城市的一家广播电视播出机构，也是中共聊城市委、聊城市人民政府的喉舌。创办于2004年，其中，聊城电视台创办于1990年，聊城人民广播电台成立于1994年。

## 电视频道
- 综合频道（LCTV-1）[1]
- 民生频道（LCTV-2），原名公共频道[2]

## 广播频率
- 新闻广播（AM1143 FM96.8）
- 交通广播（FM98.9）
- 经济广播（FM92.4）